# 勒马耶德蒙塔涅
勒马耶德蒙塔涅（法語：Le Mayet-de-Montagne，法語發音：[lə majɛ də mɔ̃taɲ]）是法国阿列省的一个市镇，位于该省东南部，属于维希区。

## 地理
勒马耶德蒙塔涅（46°4'15"N, 3°40'0"E）面积29.03 平方千米，位于法国奥弗涅-罗讷-阿尔卑斯大区阿列省，该省份为法国中部省份，北起涅夫勒省、西北接谢尔省，西南至克勒兹省，南至多姆山省，东南临卢瓦尔省，东临索恩-卢瓦尔省。
与勒马耶德蒙塔涅接壤的市镇（或旧市镇、城区）包括：阿罗讷、拉沙佩勒、沙泰勒蒙塔涅、锡雄河畔费里耶尔、尼兹罗勒、圣克莱芒。
勒马耶德蒙塔涅的时区为UTC+01:00、UTC+02:00（夏令时）。

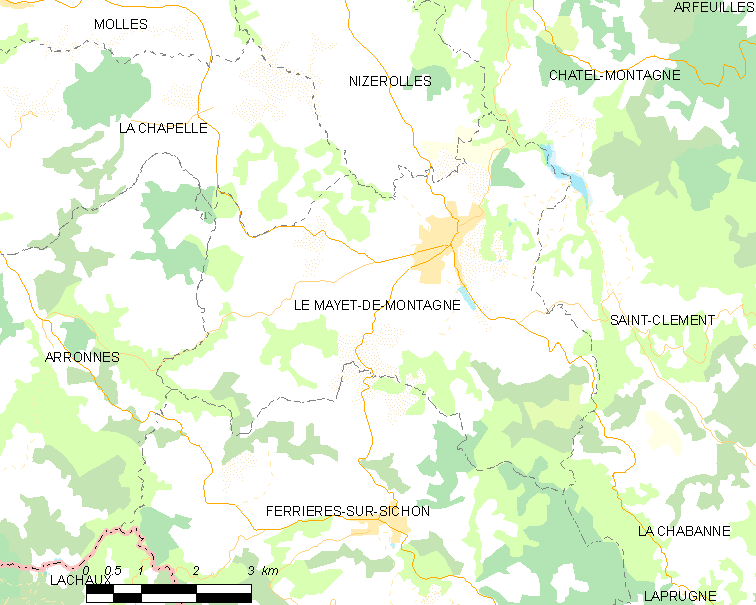
勒马耶德蒙塔涅的OSM定位图

## 行政
勒马耶德蒙塔涅的邮政编码为03250，INSEE市镇编码为03165。

## 政治
勒马耶德蒙塔涅所属的省级选区为拉帕利斯县。

## 交通
阿列省省道D7线、D49线、D62线、D176线和D207线在勒马耶德蒙塔涅市中心交汇。

## 人口

1962-2008年间勒马耶德蒙塔涅人口变化图示

勒马耶德蒙塔涅于2022年1月1日时的人口数量为1388人。